# Jorge Humberto Appiani
Jorge Humberto Appiani nacido en Rosario, Pcia de Santa Fe, el 20 de mayo de 1953. Padre: Humberto Appiani. Madre: Leopolda Carolina Scurek. Hermano: Fernando Gabriel Appiani. Cónyuge: Nelida Rosa Bernar.  Es un abogado y exmilitar argentino, perteneciente al Ejército Argentino, que alcanzó la jerarquía de Mayor auditor. Fue juzgado por crímenes contra la humanidad por su actuación como asesor legal en Consejos de Guerras sobre detenidos en centros clandestinos de detención que juzgaron y condenaron presos políticos durante el autoproclamado Proceso de Reorganización Nacional, además de imputaciones de secuestras y torturas, condenado y destituido del Ejército.

## Biografía
Appiani representó ante el Tribunal Europeo de Derechos Humanos con asiento en Estrasburgo (Francia) a los familiares de las víctimas del Crucero ARA-General Belgrano, hundido durante la Guerra de Malvinas por el Reino Unido de Gran Bretaña.El hundimiento del Crucero dio origen a una causa judicial. La demanda denominada "Crucero General Belgrano contra Margaret Thatcher, sobre homicidio calificado y crimen de guerra" fue presentada, luego de declararse incompetente la Corte Suprema de Justicia argentina, ante el Tribunal Europeo de los Derechos Humanos, con sede en Estrasburgo. Los familiares de las víctimas acusaron al Gobierno Británico de haber violado el artículo 2 del Convenio Europeo de Derechos Humanos, porque la entonces primera ministra Margaret Thatcher y su gabinete de guerra, ordenaron el hundimiento del General Belgrano, cuando estaba fuera de la zona de exclusión, navegando hacia las costas argentinas. La demanda impulsada por Appiani fue rechazada por el Tribunal de Estrasburgo que indicó que los procedimientos llevados a cabo en la Argentina, culminados el 14 de marzo de 2000 con la decisión de la Corte Suprema de Justicia, "no constituyen vías de recursos internos que justifican ser agotados" , ya que no son vías de recursos internos en Gran Bretaña. (http://www.diariojudicial.com. 16 de julio de 2010)
Fue el abogado defensor de Nestor Beroch, el principal  acusado de participar en el secuestro de los estudiantes de la Noche de los Lápices
Fue el abogado defensor del comisario Juan Ramón Morales, custodio de Jose López Rega.y Jefe Operativo de la organización parapolicial Triple A responsable de múltiples crímenes en la década de los '70
Appiani fue vinculado reiteradas veces al movimiento carapintada del Coronel Mohamed Alí Seineldin (de quien fue su abogado). También se conocen sus contactos con  colaboradores de Lyndon Hermyle LaRouche, ( un activista y político estadounidense de tendencias fascistas y posiciones de extrema derecha) En Paris, colaboró con Jacques Cheminade, un político y ensayista franco-argentino fundador del partido político Solidaridad y progreso. quien se presentó a las elecciones presidenciales de 1995, 2012 y 2017. Asimismo colaboró con el         neonazi Movimiento por la Independencia de Alsacia.
Como abogado defendió a los militares, partícipes de la represión de aquel período, Guillermo Suárez Mason, Emilio Massera. 
También fue defensor del criminal de guerra nazi Erich Priebke, ex- capitán de las SS del Reich conocido por haber participado en la masacre de las Fosas Ardeatinas, donde fueron asesinados 335 ciudadanos italianos.Al finalizar la guerra, Priebke escapó hacia Austria y Argentina y se estableció en San Carlos de Bariloche.  Italia pidió la extradición, lo que dio lugar a un largo proceso en el que Priebke fue defendido por Appiani. Finalmente la extradición fue concedida por el gobierno argentino en noviembre de 1995.
Además, fue abogado defensor del conocido represor Julio Simón o "el Turco Julián"  La condena de Simón fue la primera luego de que, en el año 2003, el Congreso anulara las leyes de Punto Final y Obediencia Debida, que impidieron juzgar a los responsables de crímenes de lesa humanidad durante la última dictadura. El fallo fue dictado por el juez federal Gabriel Cavallo. Appiani apeló la sentencia del Juez Cavallo pero la Corte Suprema de Justicia validó la constitucionalidad de esas normas y declaró la invalidez de las leyes de Obediencia Debida y Punto Final (precisamente, en el Caso Simón). (diario judicial.  Apelaron el fallo de Cavallo 13 de marzo de 2001 www.diario judicial.com). Siempre estuvo vinculado con Jorge Antonio Olivera, con quien es amigo y serían socios en un estudio jurídico en la Ciudad de Buenos Aires.
Constituyó un fideicomiso con su amigo personal Jorge Olivera. Tras la fuga del segundo en julio de 2013 la Unidad de Información Financiera congeló los fondos de dicho fideicomiso que poseía unos 9.457.804 pesos argentinos hacia diciembre de 2010. Dicho fondo se cree que fue utilizado para la fuga y la vida posterior del prófugo.
Anteriormente, había defendido a Olivera en Roma, Italia, cuando fue detenido por la desaparición de la modelo Marie Anne Erize.
Se encuentra cumpliendo condena en la Unidad Penal N.º 1 de Paraná, en la provincia de Entre Ríos, desde junio de 2009. Aún continúan investigaciones en una causa por secuestros y torturas, conocida como Mega-Causa Área Paraná.
En 2011 fue acusado de «partícipe necesario» de privación ilegítima de la libertad y otros delitos contra ocho personas y como «autor mediato» de otros 27 casos en 1976 y 1977, por parte de los fiscales José Ignacio Candioti y Mario Silva. Appiani se defiende a sí mismo y ha tenido fallos en contra por intentar demorar el inicio del juicio, llegando a ser acusado por la Cámara Federal de Paraná.
En 2014, la Administración Federal de Ingresos Públicos (AFIP) suspedió la clave única de identificación tributaria (CUIT) de Appiani. Él inició en la justicia una demanda contra la AFIP para la reactivación de su clave. El organismo de rentas sospechaba de la posibilidad de que Appiani pudiera moviendo fondos que compartía con su socio Olivera.
Después de pasar más de 15 años en la Unidad Penal de Paraná, a fines de 2024 se ordenó su traslado a la Carcel Militar de Campo de Mayo (Ahora Entre Rios ahora.com.ar  11/12/2024)